# Fishers Island (New York)
Fishers Island est une île et un census-designated place du comté de Suffolk, dans l'État de New York, aux États-Unis,. En 2020, elle compte une population de 424 habitants.